# 3e arrondissement de Marseille
Pour les articles homonymes, voir 3e arrondissement.
Le 3e arrondissement de Marseille est situé au centre/nord de la ville.
Il est divisé en quatre quartiers officiels : la Belle de Mai, Saint-Lazare, Saint-Mauront et la Villette. Il forme, avec le 2e arrondissement, le IIe secteur, dont une partie fait partie de l'opération de rénovation urbaine Euroméditerranée.
Il est considéré en 2020 par l'Observatoire des inégalités comme l'arrondissement le plus pauvre de France.
Le 3eme arrondissement est réputé pour être un des arrondissements les plus inégalitaires de France. Ou la criminalité, le trafic de drogue et les règlements de comptes sont fréquents. 

## Description

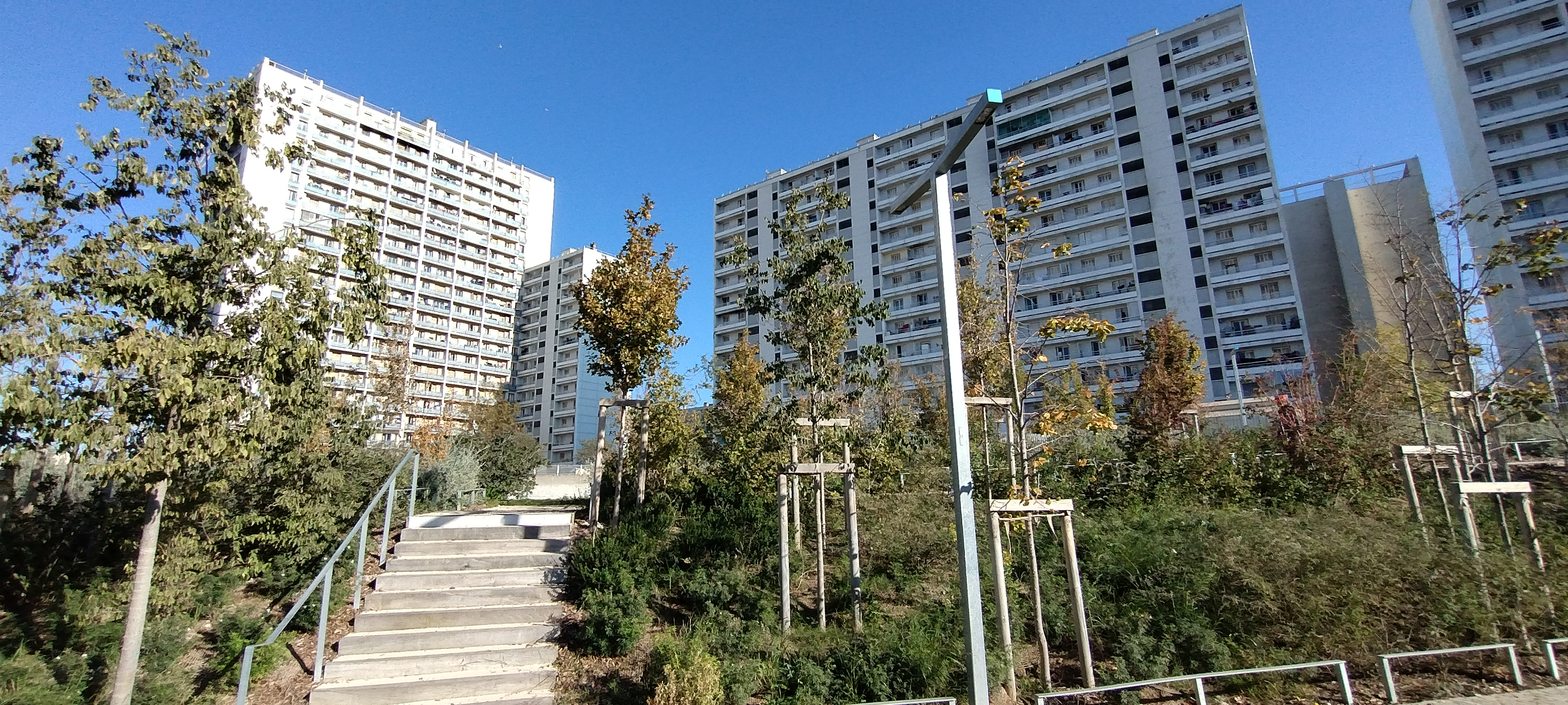
Immeubles de la cité Félix-Pyat.

3e arrondissement de Marseille.

Le 3e arrondissement a une histoire industrielle et ouvrière. Il a notamment abrité, de 1863 à sa fermeture en 1990, la manufacture des tabacs de Marseille. Les ouvriers de la manufacture, en majeure partie d'origine italienne, habitaient dans le quartier environnant de la Belle de Mai. Clovis Hugues, premier député socialiste français y est élu en 1881.
Dans les années 2000, les bâtiments de l'ancienne manufacture ont été reconvertis en lieu culturel, pôle média et archives municipales mais l'arrondissement continue d'abriter une population pauvre et souvent d'origine immigrée, comorienne et maghrébine principalement. Le quartier de Saint-Mauront abrite l'importante cité Bellevue, dite « Félix Pyat ». Ce secteur, proche de la station de métro Bougainville et de ponts autoroutiers, est l'un des plus délabrés de la ville. 
Au sud de l'arrondissement, à proximité de la gare Saint-Charles, se situe le campus de l'Université d'Aix-Marseille. L'ouest de l'arrondissement fait partie de l'opération de rénovation urbaine Euroméditerranée qui transforme le quartier d'Arenc en quartier d'affaires, abritant notamment le nouveau bâtiment des Archives départementales des Bouches-du-Rhône et l'Hôpital européen.

## Démographie
En 2012, le 3e arrondissement comptait 44 666 habitants. C'est un arrondissement très populaire : en 2012, le revenu médian par Unité de Consommation (UC) y était de 11 672 euros, (contre 17 548 euros à l'échelle de la ville), et la part de ménages fiscaux imposables y était de 33,4 % (contre 57,9 % pour la ville). En 2012, le taux de chômage au sens de l'INSEE y était de 33,5 %. 
Le 3e arrondissement est l'arrondissement le plus pauvre de France, avec plus de la moitié de la population vivant en dessous du seuil de pauvreté.

En 2022, l'arrondissement comptait 55 653 habitants.
| 1968   | 1975   | 1982   | 1990   | 1999   | 2006   | 2011   | 2016   | 2021   |
| ------ | ------ | ------ | ------ | ------ | ------ | ------ | ------ | ------ |
| 53 633 | 45 431 | 42 198 | 42 414 | 42 031 | 44 651 | 44 600 | 47 773 | 53 115 |

| 2022   | - | - | - | - | - | - | - | - |
| ------ | - | - | - | - | - | - | - | - |
| 55 653 | - | - | - | - | - | - | - | - |

## Économie

### Revenus de la population et fiscalité
En 2010, le revenu fiscal médian par ménage était de 14 212 €, ce qui plaçait le 3e arrondissement au dernier rang des 16 arrondissements de Marseille et au dernier rang des communes ou arrondissements de France métropolitaines.

## Résultats électoraux
| Scrutin             | Scrutin             | 1er tour | 1er tour  | 1er tour | 1er tour | 1er tour | 1er tour | 1er tour | 1er tour | 1er tour | 1er tour | 1er tour | 1er tour | 2d tour            | 2d tour            | 2d tour            | 2d tour            | 2d tour            | 2d tour            |
| Scrutin             | Scrutin             | 1er      | 1er       | %        | 2e       | 2e       | %        | 3e       | 3e       | %        | 4e       | 4e       | %        | 1er                | 1er                | %                  | 2e                 | 2e                 | %                  |
| ------------------- | ------------------- | -------- | --------- | -------- | -------- | -------- | -------- | -------- | -------- | -------- | -------- | -------- | -------- | ------------------ | ------------------ | ------------------ | ------------------ | ------------------ | ------------------ |
| Présidentielle 2017 | Présidentielle 2017 |          | LFI       | 39,04    |          | EM       | 21,09    |          | FN       | 19,38    |          | LR       | 8,16     |                    | EM                 | 74,38              |                    | FN                 | 25,62              |
| Présidentielle 2022 | Présidentielle 2022 |          | LFI       | 58,46    |          | LREM     | 15,02    |          | RN       | 13,54    |          | REC      | 4,64     |                    | LREM               | 72,68              |                    | RN                 | 27,32              |
| Législatives 2022   | 4e                  |          | LFI-Nupes | 47,88    |          | RN       | 14,60    |          | LREM-Ens | 12,58    |          | LR       | 6,44     |                    | LFI                | 75,20              |                    | LREM               | 24,80              |
| Législatives 2024   | 4e                  |          | LFI-NFP   | 68,39    |          | RN       | 17,45    |          | Ren-Ens  | 7,95     |          | LR       | 1,74     | Pas de second tour | Pas de second tour | Pas de second tour | Pas de second tour | Pas de second tour | Pas de second tour |

## Galerie

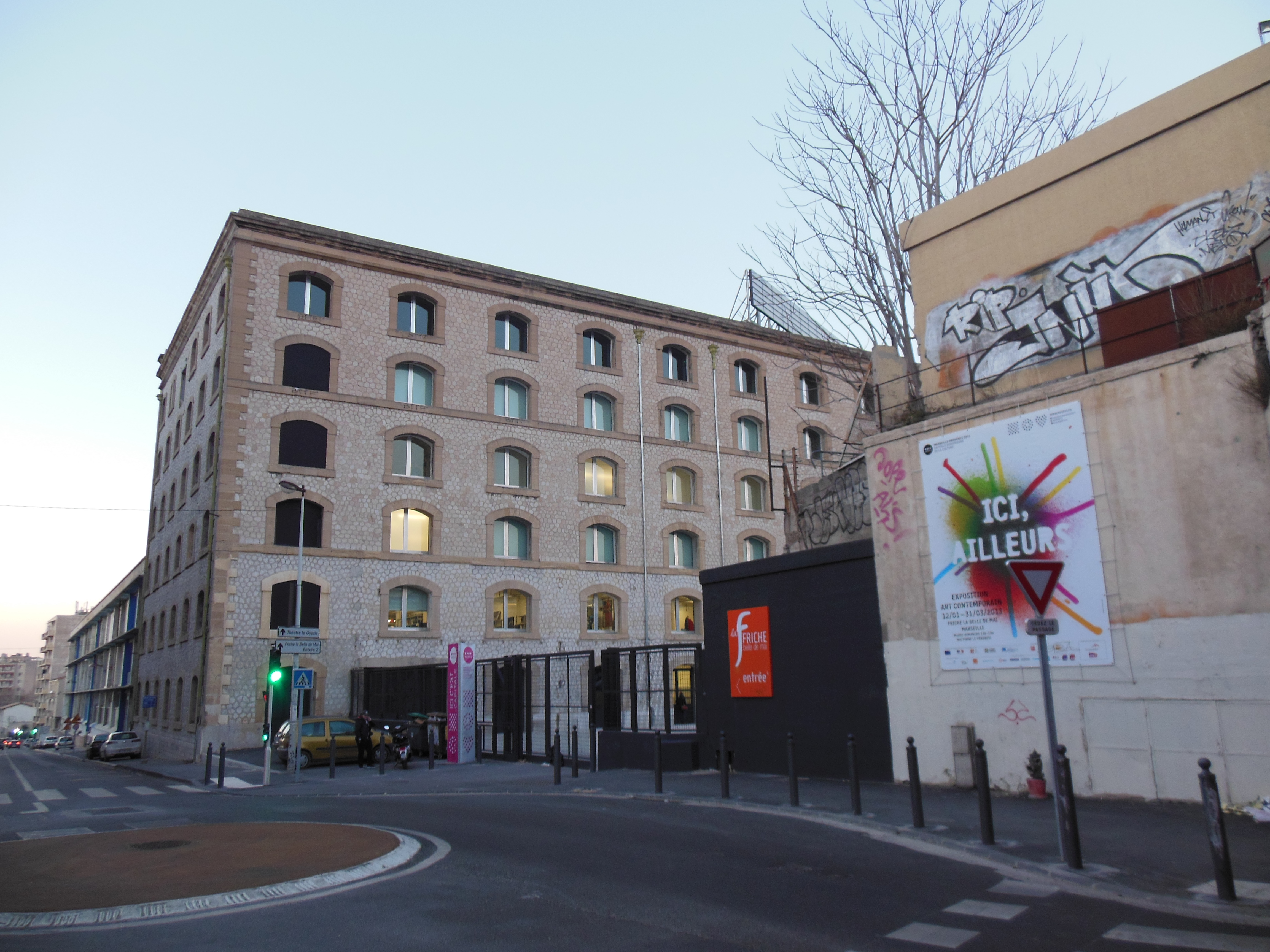
Entrée de la Friche Belle de Mai.
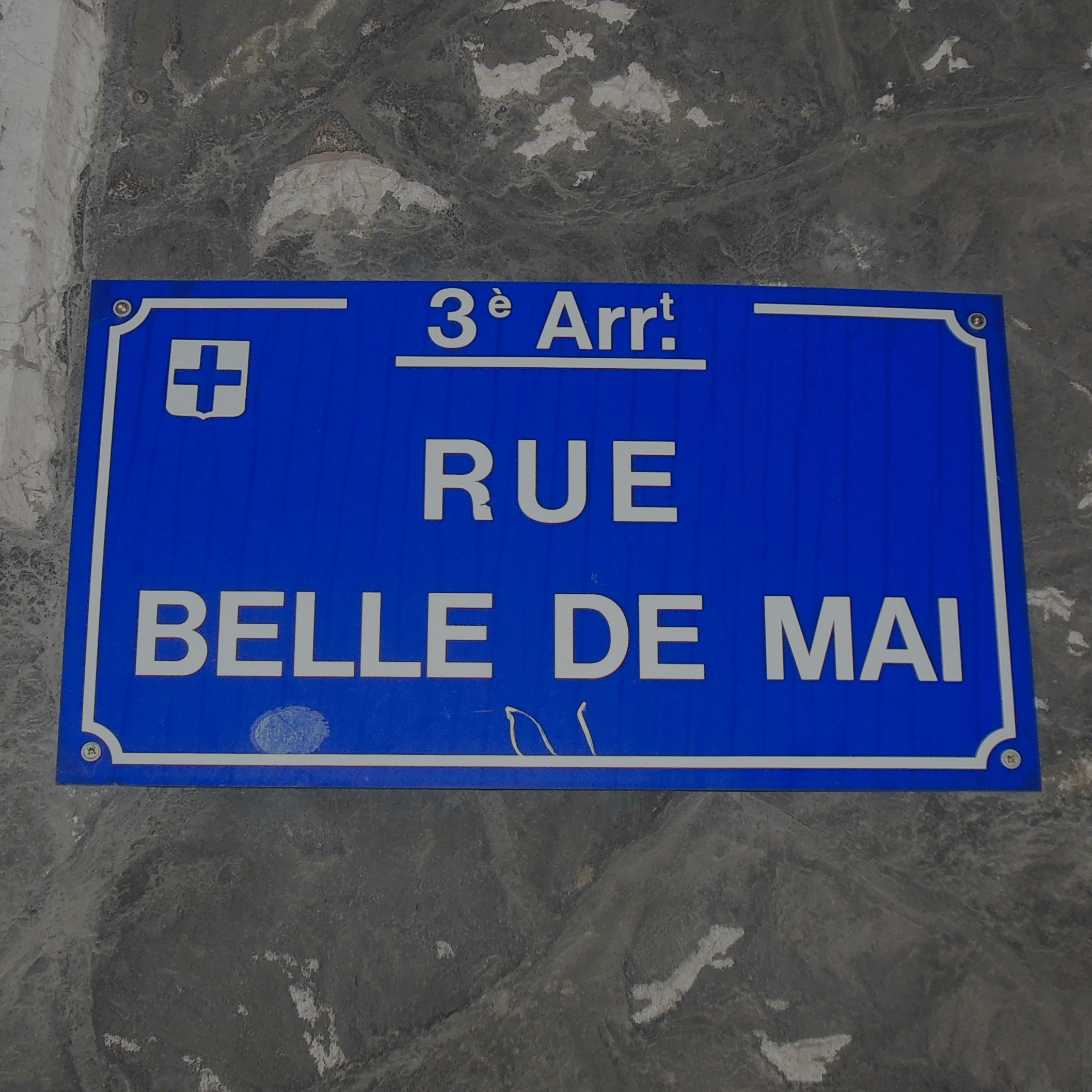
La rue Belle de Mai.
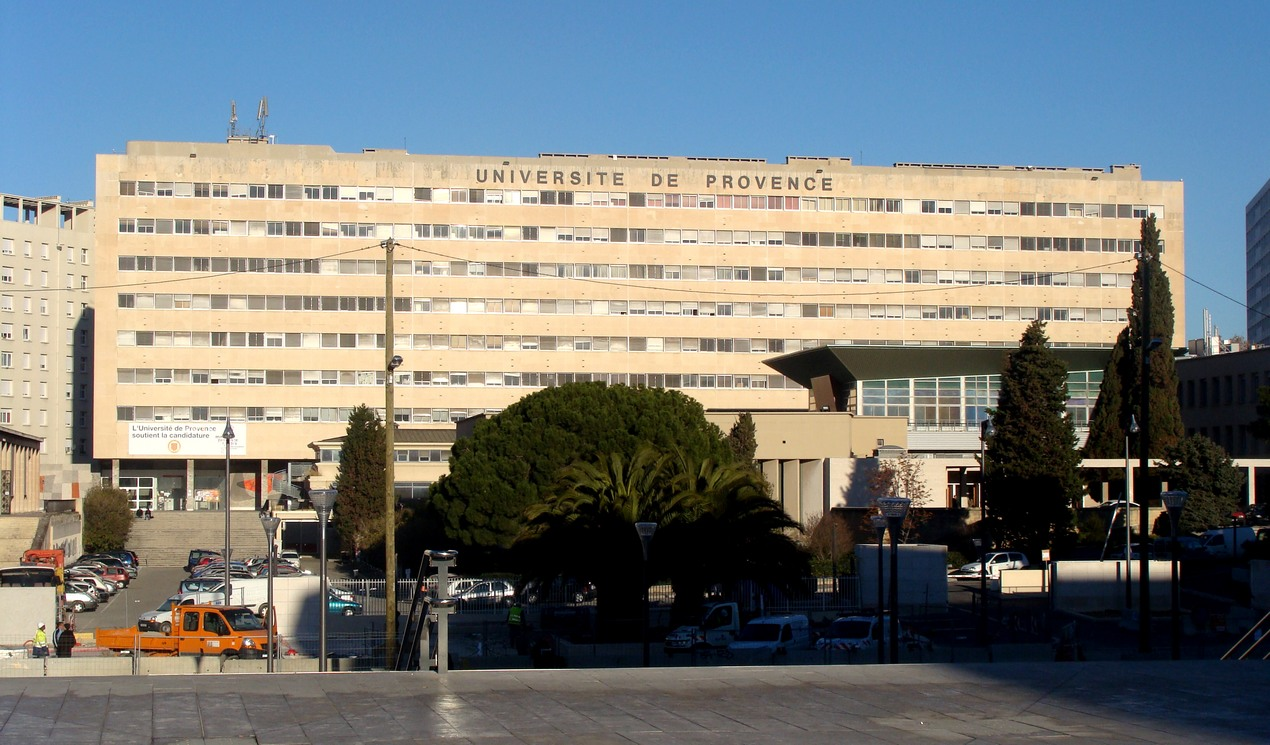
Le bâtiment principal du campus Saint-Charles de l'Université d'Aix-Marseille.
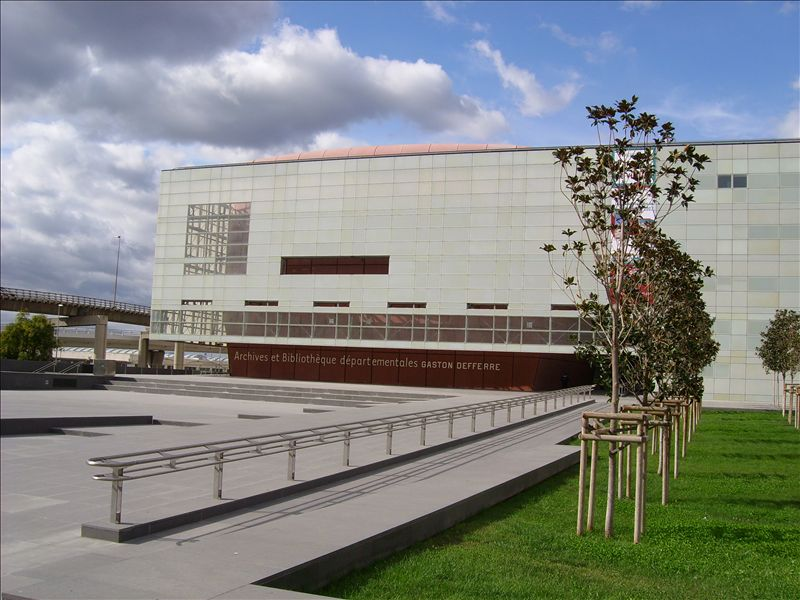
Les Archives départementales des Bouches-du-Rhône.